# Satoši Kirišima
Satoši Kirišima (japonsko 桐島聡) je japonski skrajno levičarski aktivist in terorist. * 9. januar 1954, Kanabe; † 29. januar 2024, Kamakura.
Rodil se je v majhnem mestu pri Hirošimi. Aprila 1972 se je vpisal na Pravno Fakulteto na Univerzi Meidži v Tokiju. Okrog 1974 se je pridružil skrajno levičarski teroristični skupini Protijaponska Oborožena Fronta Vzhodne Azije. Med letoma 1974 in 1975 se je udeležil več atentatov s peklenskim strojem. Verjetno je bil prisoten 30. avgusta 1974 pri atentatu proti firmi Mitsubishi Heavy Industries Ltd.
Maja 1975, po napadu v Ginzi, je japonska policija prijela Kirišimo in nekaj drugih članov Oborožene Fronte. Leta 1977 je teroristična skupina Japonska Rdeča Armada ugrabila japonsko potniško letalo v Bangladešu. Potnike so izpustili pod pogojem, da japonska policija odpusti prijete člane Oborožene Fronte.
Kirišima je izkoristil možnost, je pobegnil in se skril. Japonske oblasti so ga neuspešno preiskovale. Kirišima je uporabljal psevdonim in je bil uslužbenec gradbeno-industrijske firme v Fudžisavi. Plačo je vedno v gotovini dvignil. Ni imel socialnega ali zdravstvenega zavarovanja, morebitna zdravljenja je izplačal iz svojega premoženja.
Sčasoma je nastal najbolj iskan zločinec na Japonskem.
Po polstoletnem skrivanju se je Kirišima 26. januarja 2024 pod psevdonimom Hiroši Učida prijavil v bolnici v Kamakuri, ker je imel rak na želodcu in je bil v zadnjem stadiju. V bolnici so ga prepoznali in obvestili policijo. Potem je Kirišima priznal, da se je od 1977 skrival, a zdaj se želi spoprijeti s preteklostjo pred svojo smrtjo.
Kirišima je kmalu umrl. Kolikor bi ga lahko obsodili, bi ga kaznovali s smrtno kaznijo.